# 하시베쓰역
하시베쓰역(일본어: 箸別駅)은 일본 홋카이도 마시케 군 마시케정에 위치한 홋카이도 여객철도 루모이 본선의 철도역이다. 단선 승강장 1면 1선의 구조를 갖춘 지상역이다.

## 이용 현황
- 1992년도 : 16명.

## 역 주변
- 국도 제231호선
- 하시베쓰 강

## 역사
- 1963년 12월 1일 : 일본국유철도 루모이 본선의 샤구마 역 - 마시케 역 간에 하시베쓰 가승강장으로서 신설개업. 여객 취급만.
- 1987년 4월 1일 : 일본국유철도 분할 민영화에 의해, 홋카이도 여객철도가 승계. 하시베쓰역로 승격.
- 1990년 3월 10일 : 영업거리 설정.
- 2016년 12월 5일: 역 업무를 폐지.

## 인접 역
| 홋카이도 여객철도 루모이 본선 | 홋카이도 여객철도 루모이 본선 | 홋카이도 여객철도 루모이 본선 |
| ----------------------------- | ----------------------------- | ----------------------------- |
| 슈몬베쓰 후카가와 방면        | 루모이 본선                   | 마시케 마시케 방면            |